# خليج صغير

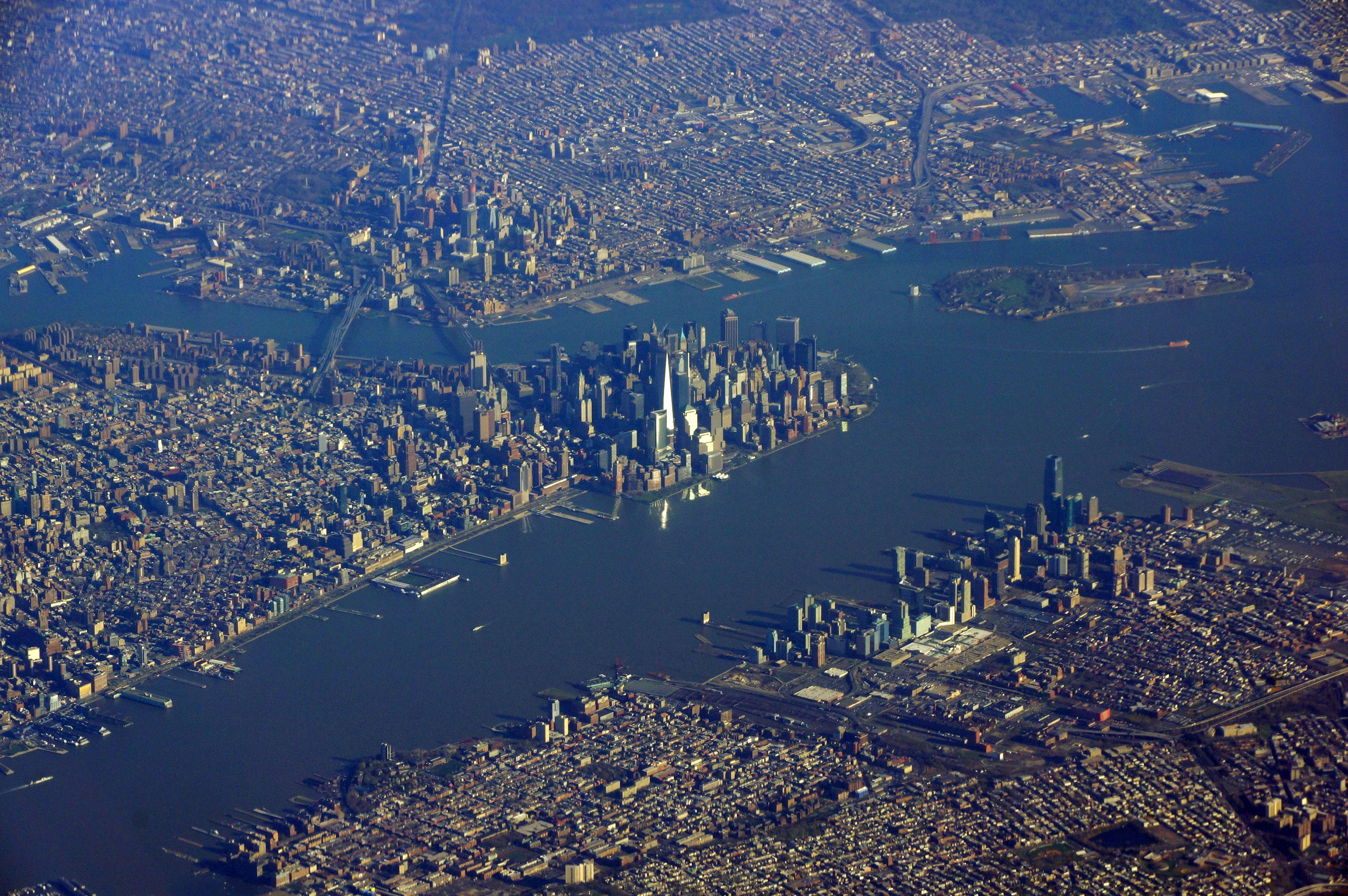
خليج نيويورك العلوي و نهر هدسون في المقدمة؛ النهر الشرقي على اليسار، فوق المركز مباشرة.

الخليج الصغير أو الخليج أو الجَون (بالإنجليزية: Bay)‏ كتلة مائية ساحلية غائرة تتصل مباشرة بجسم مائي رئيسي أكبر، مثل المحيط أو البحيرة أو خليج آخر. عادةً ما يُطلق على الخليج الكبير اسم خليج أو بحر أو صوت أو خليج. الخليج الصغير خليج دائري بمدخل ضيق. المضيق البحري هو خليج ممدود يتشكل بفعل حركة جليدية.
يمكن أن يكون الخليج هو مصب أحد الأنهار، مثل خليج تشيسابيك، وهو مصب لنهر سسكويهانا. يمكن أيضًا أن تتداخل الخلجان مع بعضها البعض ؛ على سبيل المثال ، يعد James Bay ذراعًا لخليج هدسون في شمال شرق كندا. بعض الخلجان الكبيرة، مثل خليج البنغال وخليج هدسون، لها جيولوجيا بحرية متنوعة.
غالبًا ما تقلل الأرض المحيطة بالخليج من قوة الرياح وتحجب الأمواج. قد تحتوي الخلجان على مجموعة متنوعة من خصائص الخط الساحلي مثل الشواطئ الأخرى. في بعض الحالات ، تحتوي الخلجان على شواطئ "تتميز عادةً بشاطئ علوي شديد الانحدار مع شرفة أمامية عريضة ومستوية". كانت الخلجان مهمة في تاريخ المستوطنات البشرية لأنها أتاحت سهولة الوصول إلى الموارد البحرية مثل مصايد الأسماك. في وقت لاحق كانوا مهمين في تطوير التجارة البحرية حيث أن المرسى الآمن الذي يوفرونه شجع اختيارهم كموانئ.